# (783) Nora
(783) Nora – planetoida z pasa głównego asteroid okrążająca Słońce w ciągu 3 lat i 215 dni w średniej odległości 2,34 au. Została odkryta 18 marca 1914 roku w Obserwatorium Uniwersyteckim w Wiedniu przez Johanna Palisę. Nazwa pochodzi od bohaterki dramatu Nora Henrika Ibsena. Przed nadaniem nazwy planetoida nosiła oznaczenie tymczasowe (783) 1914 UL.